# Campanha nacional da aviação
A campanha nacional da aviação, ou CNA, como ficou conhecida a campanha que também foi chamada de Campanha para Dar Asas a Juventude Brasileira ou Dêem Asas ao Brasil, foi organizada no governo de Getúlio Vargas, tendo sido idealizada pelo jornalista Assis Chateaubriand, proprietário da cadeia de jornais Diários Associados, e pelo senhor Joaquim Pedro Salgado Filho, então Ministro da Guerra.
Durante a década de 40, surge no Brasil uma campanha que visava a doação de aviões, ou dinheiro e materiais que servissem para a compra ou construção de um avião, ampliação de hangares ou construção de campos de pouso para os chamados aeroclubes.
Um dos objetivos da CNA, em doar aviões e fomentar a criação de aeroclubes, era consolidar a aviação civil no país. Também procurava, com a formação dos pilotos e constante movimentação no espaço aéreo brasileiro, monitorar sobrevôos de aviões inimigos ao nosso território, já que estávamos vivendo a Segunda Guerra Mundial.
A CNA, foi terminada no início da década de 50, foram doados mais de mil aviões por todo o Brasil, além de alguns doados a aeroclubes de outros países da América do Sul e de Portugal. Nosso país teve um acréscimo de mais de três mil pilotos civis e militares brevetados em aeroclubes. Passamos também da uma quantidade inferior a 40 aeroclubes, para cerca de 400 destas instituições espalhadas por todo o país.
Aeroclube era a instituição responsável por fornecer cursos, treinar pilotos, formar mecânicos e instrutores de voo, bem como fornecer espaço para eventos na área da aviação e opções de fretamento de voos particulares. Na cidade do Rio de Janeiro, estava sediado o Aeroclube do Brasil, responsável pelo registro e pelo controle dos demais aeroclubes do país, bem como pertencia a ele a função de treinar instrutores de voo para os demais aeroclubes. Contudo, era no estado de São Paulo que havia a maior quantidade daquelas instituições em funcionamento. Nomes importantes como o de Leonel Brizola, podem ser encontrados em listas de pilotos brevetados por aeroclubes.